# Natale De Carolis
Natale De Carolis (Anagni, 25 juli 1957) is een Italiaanse bas-bariton.

## Levensloop
De Carolis begon zijn zangstudie bij Renato Guelfi en vervolgde deze bij Maria Vittoria Romano. Hij debuteerde in 1983 op het Festival dei Due Mondi in Spoleto in de rol van Don Basilio in Il barbiere di Siviglia van Gioachino Rossini. De uitvoering die leidde tot zijn bekendheid was in de rol van Masetto in Don Giovanni van Wolfgang Amadeus Mozart in het Teatro alla Scala in 1987 onder leiding van Riccardo Muti. Dit bevestigde zijn voorkeursrepertoire van opera's van Rossini en Mozart. De Carolis is gehuwd met de sopraan Barbara Frittoli.

## Rollen
- Don Giovanni (Wolfgang Amadeus Mozart): Don Giovanni, Masetto
- Le nozze di Figaro (Wolfgang Amadeus Mozart): Figaro, il Conte
- Così fan tutte (Wolfgang Amadeus Mozart): Guglielmo, Don Alfonso
- Il turco in Italia (Gioacchino Rossini): Selim
- Il barbiere di Siviglia (Gioacchino Rossini): Don Basilio
- L'occasione fa il ladro (Gioacchino Rossini): Don Parmenione
- La scala di seta (Gioacchino Rossini): Blansac
- Il signor Bruschino (Gioacchino Rossini): vader Bruschino
- L'inganno felice (Gioacchino Rossini): Batone
- L'elisir d'amore (Gaetano Donizetti): Dulcamara
- Rigoletto (Giuseppe Verdi): Monterone
- Werther (opera) (Jules Massenet): Albert
- La bohème (Giacomo Puccini): Schaunard

## Discografie
- Il turco in Italia (Gioacchino Rossini)
- Werther (Jules Massenet)
- Don Giovanni (Wolfgang Amadeus Mozart)
- Arie di opere e concerti di Mozart
- Le nozze di Figaro (Wolfgang Amadeus Mozart)
- La scala di seta (Gioacchino Rossini)
- L'occasione fa il ladro (Gioacchino Rossini)
- Il signor Bruschino (Gioacchino Rossini)
- L'inganno felice (Gioacchino Rossini)

## Filmografie
- Don Giovanni (Wolfgang Amadeus Mozart)
- La bohème (Giacomo Puccini)
- L'occasione fa il ladro (Gioacchino Rossini)